# Юласка
Юласка — река в России, правый приток Турганника.  Протекает в Красногвардейском районе Оренбургской области. Устье реки находится в 11 км по правому берегу реки Турганник. Длина реки составляет 27 км. Притоки: Кармалка.

## Данные водного реестра
По данным государственного водного реестра России относится к Нижневолжскому бассейновому округу, водохозяйственный участок реки — Самара от Сорочинского гидроузла до водомерного поста у села Елшанка, речной подбассейн реки — Подбассейн отсутствует. Речной бассейн реки — Волга от верховий Куйбышевского вдхр. до впадения в Каспий.
По данным геоинформационной системы водохозяйственного районирования территории РФ, подготовленной Федеральным агентством водных ресурсов:
- Код водного объекта в государственном водном реестре — 11010001012112100006969
- Код по гидрологической изученности (ГИ) — 112100696
- Код бассейна — 11.01.00.010
- Номер тома по ГИ — 12
- Выпуск по ГИ — 1